# Raveneau de Lussan
Pour les articles homonymes, voir Raveneau.
Raveneau de Lussan (parfois orthographié Luxan), né à Paris vers 1664 et décédé à une date inconnue est un aventurier et flibustier français, célèbre pour avoir publié le journal du voyage qu'il a effectué lors d'une expédition dans l'océan Pacifique.

## Biographie
Il naît vers 1664, date de naissance déduite de l'âge de vingt-cinq ans qu'il se donne dans la lettre qu'il a écrite au marquis de Seignelay par laquelle il lui transmet un exemplaire de son ouvrage publié en 1689, lettre reproduite en annexe à son récit.
Raveneau de Lussan ressent très tôt une envie de partir à l'aventure. Enfant, il échappe régulièrement à la surveillance de ses parents. Il se prend ensuite de passion pour le domaine militaire. Par l'entremise d'un ami officier, il accompagne l'armée française au siège de Condé-sur-l'Escaut en 1676. De retour à Paris, il devient brièvement cadet dans le régiment de La Marine. Libéré de son engagement par son père moyennant des sommes d'argent élevées, il est pris sous l'aile du comte d'Avéjan qui lui permet d'assister au siège de Saint-Ghislain en 1677. Il quitte finalement la France en s'embarquant à Dieppe le 5 mars 1679.
Cet événement marque le point de départ de ses aventures dont il relate une partie dans le Journal du voyage fait à la mer du Sud, avec les flibustiers de l'Amérique en 1684 et années suivantes. Il a de fait laissé une des sources précieuses d'information sur les années où la flibuste se recycle dans les plantations, ou bien cesse de combattre. Ses écrits, comme ceux de Lionel Wafer et William Dampier, ont fait connaître le Rendez-vous de l'île d'Or, où de 1680 à 1688, les indiens Kunas aidaient chaque année des centaines de flibustiers à traverser l'isthme de Panama par les rivières, pour attaquer les cités espagnoles du Pérou.

## Le texte intégral du journal de Raveneau de Lussan
- Texte d'époque, numérisé sur Google  et sur Bibliothèque numérique Manioc / SCD Université Antilles lire en ligne

## Autres témoins oculaires de la vie des flibustiers de la fin duXVIIesiècle
- Lionel Wafer
- William Dampier
- Alexandre-Olivier Exquemelin